# Holland (film)
A Holland 2025-ben bemutatott amerikai filmthriller, amelyet Andrew Sodroski forgatókönyvéből Mimi Cave rendezett. A főbb szerepekben Nicole Kidman, Matthew Macfadyen és Gael García Bernal látható. 
A film világpremierje 2025. március 9-én volt a South by Southwest Fesztiválon, és 2025. március 27-én jelent meg az Amazon Prime Videón. Általánosságban vegyes visszajelzéseket kapott a kritikusoktól. 

## Cselekmény
2000-ben, Nancy tanárnőként dolgozik a középnyugati Holland nevű kisvárosban, tipikus középosztálybeli életet élve optometrista férjével, Freddel és 13 éves fiukkal, Harryvel. Mivel Fred gyakran van távol, Nancy gyanakodni kezd, hogy férje kettős életet él. Felfedezi Fred Polaroid-fotóit az otthonukban, pedig nincs is Polaroid-gépük, emellett a férfi szokatlanul sok „konferenciára” jár, ami egy optometrista esetében nem tűnik életszerűnek.
Dave, Nancy egyik kollégája a tanári karból segít utánajárni, mit csinál Fred az utazások alatt. Eközben romantikus érzések kezdenek kialakulnak Nancy és Dave között. Nancy később rájön, hogy Fred otthoni terepasztala olyan részleteket ábrázol, amelyek megegyeznek több, nők ellen elkövetett múltbéli gyilkosság helyszíneivel. Amikor Dave követni kezdi Fredet egy tóparti házhoz, felfedezi, hogy Fred valójában sorozatgyilkos. Dave leszúrja Fredet, azt gondolva, hogy megölte. Később hazudik Nancynak: azt állítja, csak szembeszállt Freddel, aki ezután úgy döntött, elhagyja a családját. Fred azonban visszatér a városban megrendezett tulipánfesztiválra. Nancy és Harry egy motelbe menekülnek előle, ahol Dave végül elmondja az igazságot arról, mi történt valójában Freddel. Nancy nem akarja, hogy a dulakodás közben megsérült Dave rendőrt hívjon. Nancy ezután kimegy, és látja, ahogy Fred már Harryvel van. Fred megfedi Nancyt, de azt mondja, szeretné, ha visszatérnének a régi, „normális” családi életükhöz. Amikor autóba ülnek, Nancy azt mondja Frednek, hogy Harry nincs bekötve, és kéri, álljanak meg. Ezalatt Harry kiszáll és elmenekül. Az elkövetkezendő dulakodásban Nancy végül megöli Fredet.

## Szereplők
| Szerep                    | Színész            | Magyar hang           | Leírás                                   |
| ------------------------- | ------------------ | --------------------- | ---------------------------------------- |
| Nancy "Nance" Vandergroot | Nicole Kidman      | Pápai Erika           | Fred tanár felesége és Harry édesanyja   |
| Dave Delgado              | Gael García Bernal | Hamvas Dániel         | Űzlettanár, aki összebarátkozik Nancynek |
| Fred Vandergroot          | Matthew Macfadyen  | Dolmány Attila        | Nancy optometrista férje és Harry apja   |
| Harry Vandergroot         | Jude Hill          | Holló-Zsadányi Norman | Nancy és Fred fia                        |
| Squiggs Graumann          | Jeff Pope          |                       | Shawn anyja                              |
| Shawn Graumann            | Isaac Krasner      |                       | Squiggs fia                              |
| Gwenn                     | Lennon Parham      | Tóth Szilvia          | Nancy barátja                            |
| Candy Deboer              | Rachel Sennott     |                       | Harry dadája                             |
| Matt                      | Jacob Moran        | Czető Ádám            | Gwen fia                                 |

### Magyar változat
- Magyar szöveg: Szojka László
- Hangmérnök: Fábián Tibor
- Kreatív supervisor: Varga Fruzsina
- Szinkronrendező: Martin Adél
- Produkciós vezető: Gyarmati Zsolt

A szinkront a Masterfilm Digital Kft. készítette el.

## A film készítése
2013-ban Naomi Watts és Bryan Cranston voltak a főszereplőként bejelentve. Eredetileg Errol Morris neve merült fel rendezőként. A Le Grisbi Productions részéről John Lesher és Adam Kassan voltak a tervezett producerek, míg Sean Murphy társproducerként szerepelt a projektben. A forgatás kezdete 2013 áprilisára volt tervezve. Ezeket a terveket azonban 2015-re elvetették, így az Amazon Studios 2016-ban megszerezhette a film jogait, ami végül 2022-ben új szereplőgárdával és stábbal indult el a gyártás szakaszába.
2022 júniusában jelentették be, hogy Nicole Kidman lesz a film főszereplője és egyben producere is Per Saari (Blossom Films) és Peter Dealbert (Pacific View Management & Productions) oldalán. A rendezői feladatokat Mimi Cave vállalta el az Amazon Studios részéről, a forgatókönyvet pedig Andrew Sodroski írta, amely 2013-ban vezette a Blacklist nevű, „legkedveltebb, még le nem forgatott forgatókönyvek” listáját. Később arról is hírt adtak, hogy Kate Churchill (Churchill Films) producerként csatlakozott, nem pedig mint korábban említett vezető producer.
Bár a filmet eredetileg Holland, Michigan címen jelentették be, a végleges cím egyszerűen Holland lett, amit a bemutatás időpontjával együtt hoztak nyilvánosságra. Habár a forgatókönyv eredetileg 2013-ban íródott, és a jelenben játszódott volna, Mimi Cave úgy döntött, hogy a cselekményt 2000-be helyezi át. Úgy érezte, hogy például Dave kívülállóságának témája erősebben rezonál a kor szellemével. Emellett személyes kötődése is volt az időszakhoz, mivel 2002 körül ő maga is elhagyta a középnyugati térséget, ami még nagyobb hitelességet és személyességet adott a történethez.

### Szereplőválogatás
2023. február 1-jén megerősítették, hogy Gael García Bernal csatlakozott a szereplőgárdához. Február 6-án Matthew Macfadyen csatlakozott a stábhoz, majd néhány nappal később Jude Hill gyermekszínész is. 2023. február 16-án Rachel Sennott, Lennon Parham, Isaac Krasner és Jeff Pope is csatlakozott a filmhez.

### Forgatás
A forgatás részben Holland városában zajlott, többek között a Windmill Island Gardens nevű helyszínen is. A forgatási munkálatok Nashville-ben és Clarksville-ben is folytak. Rachel Sennott a forgatás közben Tennessee-ből utazott át Austinba, hogy részt vegyen közelgő filmjei premierjén a South by Southwest (SXSW) fesztiválon 2023 márciusában.
A forgatás 2023 márciusának elején kezdődött, és május 7-én fejeződött be.

## Bemutató
A Holland bemutatója a 32. South by Southwest (SXSW) konferencián és fesztiválon volt 2025. március 9-én. Az Amazon Prime Videón 2025. március 27-én jelent meg.